# Bataillon Vert
Le Bataillon Vert (arabe : الكتيبة الخضراء, al-Katiba al-Khadra) était un groupe salafiste djihadiste actif de 2013 à 2014 lors de la guerre civile syrienne.

## Logos et drapeaux

Logo du Bataillon Vert.
Drapeau du Bataillon Vert.

## Histoire

### Fondation
Ses combattants sont d'anciens vétérans saoudiens de la guerre d'Afghanistan. Le groupe a combattu aux côtés de l'État islamique en Irak et au Levant et du Front al-Nosra contre les forces gouvernementales syriennes, mais reste neutre dans le conflit entre rebelles.

### Affiliation
Le 25 juillet 2014, le Bataillon Vert s'allie avec trois autres groupes djihadistes —  Jaych al-Mouhajirine wal-Ansar, le Harakat Cham al-Islam et le Harakat Fajr al-Cham al-Islamiyya — pour former le Front Ansar Dine.

### Dissolution
Le groupe est dissous en octobre 2014 et rallie finalement Jaych al-Mouhajirine wal-Ansar, qui rallie lui-même le Front al-Nosra le 23 septembre 2015. Le Bataillon Vert avait un temps rallié le Front Ansar Dine.